# Jim Carter

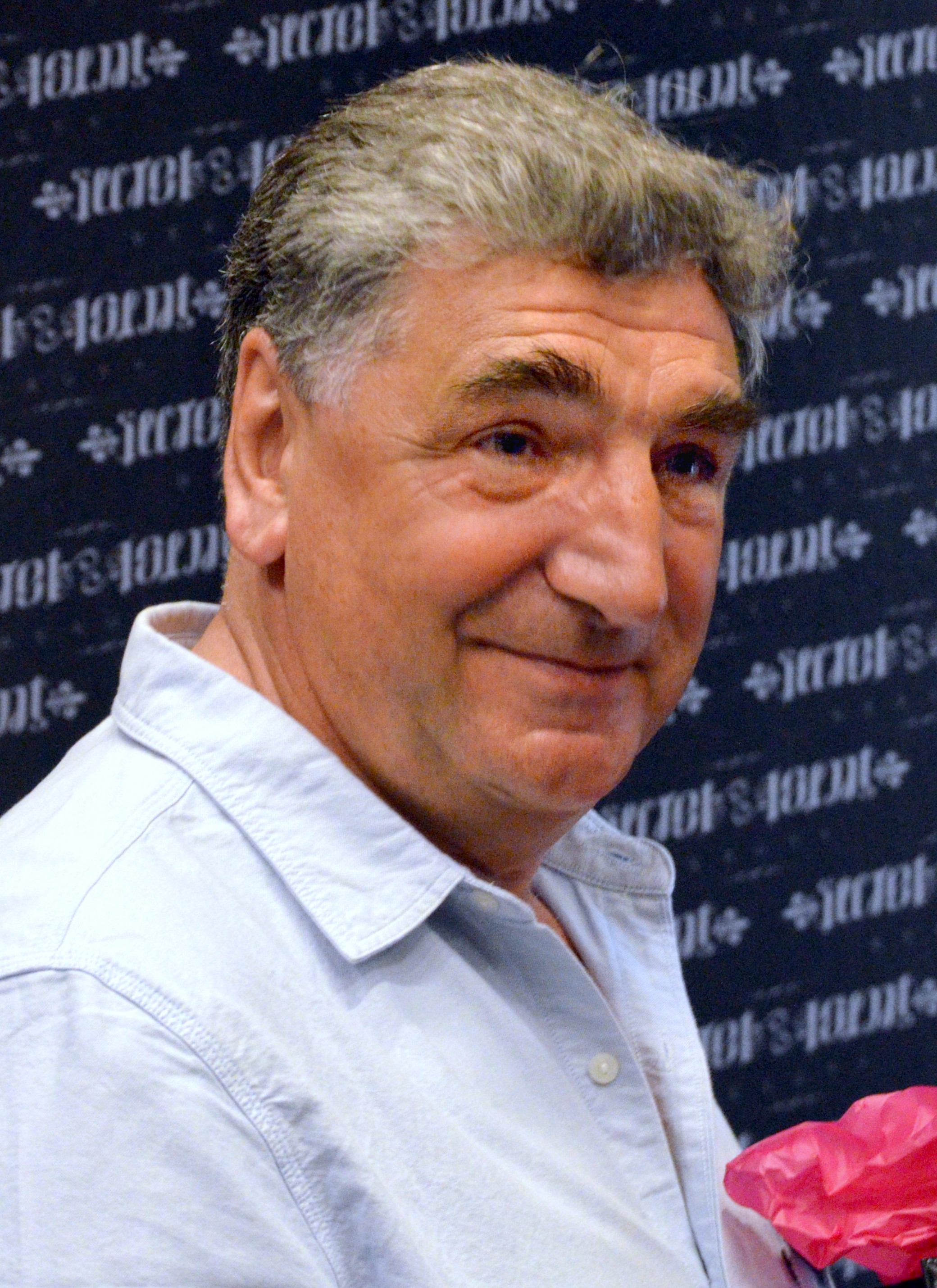
Jim Carter bei der 2012 GBK Emmy Luxury Gift Lounge in Hollywood

James Edward „Jim“ Carter, OBE (* 19. August 1948 in Harrogate, Yorkshire, England) ist ein britischer Schauspieler.

## Leben
Carter war in den 1970er Jahren Mitglied des Comedy-Ensembles Madhouse Company of London. Seine erste Filmrolle spielte er in der SF-Actionkomödie Flash Gordon aus dem Jahr 1980. Er gewann im Jahr 1999 gemeinsam mit weiteren Schauspielern für die Rolle in Shakespeare in Love den Screen Actors Guild Award. Von 2010 bis 2015 verkörperte er in der mehrfach ausgezeichneten Fernsehserie Downton Abbey den Butler Carson. Für diese Rolle erhielt er 2012 eine Emmy-Nominierung.
Carter ist seit 1985 mit der Schauspielerin Imelda Staunton verheiratet. Ihre gemeinsame Tochter Bessie Carter kam 1993 zur Welt.

## Filmografie (Auswahl)
- 1976: Ich, Claudius, Kaiser und Gott (I, Claudius) Fernsehserie, Folge 8: Die Herrschaft des Terrors
- 1980: Flash Gordon
- 1984: Magere Zeiten – Der Film mit dem Schwein (A Private Function)
- 1984: Top Secret!
- 1984: Die Zeit der Wölfe (The Company of Wolves)
- 1985: Rhapsodie in Blei (Rustler's Rhapsody)
- 1986: Hochzeitsnacht im Geisterschloß (Haunted Honeymoon)
- 1988: Raggedy – Eine Geschichte von Liebe, Flucht und Tod (The Raggedy Rawney)
- 1989: Der Regenbogen (The Rainbow)
- 1989: Erik der Wikinger (Erik the Viking)
- 1990: Hexen Hexen (The Witches)
- 1992: Irren ist mörderisch (Blame It on the Bellboy)
- 1992: A Dangerous Man: Lawrence After Arabia
- 1992: Stalin
- 1993: Vier Dinos in New York (We’re Back! A Dinosaur’s Story)
- 1994: Black Beauty
- 1994: King George – Ein Königreich für mehr Verstand (The Madness of King George)
- 1994: Für alle Fälle Fitz (Cracker, Fernsehserie, drei Episoden)
- 1995: Balto – Ein Hund mit dem Herzen eines Helden (Balto)
- 1995: The Grotesque
- 1995: Richard III. (Richard III)
- 1996: Brassed Off – Mit Pauken und Trompeten (Brassed Off)
- 1997: Liebe, Kunst und Zimmerpflanzen (Keep the Aspidistra Flying)
- 1998: Der Legionär (Legionnaire)
- 1998: Shakespeare in Love
- 2000: Arabian Nights – Abenteuer aus 1001 Nacht (Arabian Nights)
- 2000: Der kleine Vampir (The Little Vampire)
- 2000: 102 Dalmatiner (102 Dalmatians)
- 2002: Dinotopia (Fernsehserie)
- 2003: Helena von Troja (Helen of Troy)
- 2004: Inspector Barnaby (Midsomer Murders) Fernsehserie, Staffel 7, Folge 3: Grab des Grauens (The Fisher King)
- 2004: Ella – Verflixt & zauberhaft (Ella Enchanted)
- 2004: Out of Season
- 2004: Modigliani – Ein Leben in Leidenschaft (Modigliani)
- 2006: Herr der Diebe (The Thief Lord)
- 2007: Der Goldene Kompass (The Golden Compass)
- 2007: Cassandras Traum (Cassandra’s Dream)
- 2007: Silent Witness (Fernsehserie, Episoden 11x09 und 11x10)
- 2007–2009: Cranford (Fernsehserie, sieben Episoden)
- 2008: Oxford Murders (The Oxford Murders)
- 2009: Yorkshire Killer (Red Riding)
- 2010: Alice im Wunderland (Alice in Wonderland, Stimme)
- 2010–2015: Downton Abbey (Fernsehserie, 52 Episoden)
- 2011: My Week with Marilyn
- 2012: Bookaboo (Fernsehserie, Episode 3x28)
- 2017: Transformers: The Last Knight (Stimme des Autobot-Butlers Cogman)
- 2017: Der kleine Vampir (The Little Vampire 3D, Stimme von Rookery)
- 2017–2019: Knightfall (Fernsehserie, 18 Episoden)
- 2018: King Lear
- 2018: Swimming with Men
- 2019: Downton Abbey
- 2019: The Good Liar – Das alte Böse (The Good Liar)
- 2022: Downton Abbey II: Eine neue Ära (Downton Abbey: A New Era)
- 2022: Das Seeungeheuer (The Sea Beast, Stimme)
- 2023: Wonka